# فرودگاه منطقه‌ای فالس ریور
فرودگاه منطقه‌ای فالس ریور (به انگلیسی: False River Regional Airport) یک فرودگاه همگانی بهره‌برداری هوایی با کد یاتا HZR است که یک باند فرود آسفالت دارد و طول باند آن 1525 متر است. این فرودگاه در کشور ایالات متحده آمریکا قرار دارد و در ارتفاع 12 متری از سطح دریا واقع شده است.